# Escala insignis
Escala insignis är en kackerlacksart som beskrevs av Robert Walter Campbell Shelford 1907. Escala insignis ingår i släktet Escala och familjen småkackerlackor. Inga underarter finns listade i Catalogue of Life.